# Pierre-Edmond Teisserenc de Bort
Pierre-Edmond Teisserenc de Bort, född den 17 september 1814 i Châteauroux, död den 29 juli 1892 i Paris, var en fransk politiker. Han var far till Léon Teisserenc de Bort.
Teisserenc de Bort genomgick Polytekniska skolan 1833–1835, var mycket verksam vid anläggningen av de första järnvägarna i Frankrike och företog på regeringens uppdrag resor till Belgien, England och Tyskland för att studera järnvägsväsendet. Han invaldes 1846 i deputeradekammaren, men omvaldes inte 1848. Under andra republiken och kejsardömet levde han som privatman, men valdes 1871 efter kejsardömets fall till ledamot av nationalförsamlingen och slöt sig där till högra centern. Han utnämndes 1872 till minister för jordbruk och handel, men avgick vid Thiers fall, 1873. Teisserenc de Bort övergick då till vänstra centern, 
förklarade sig för republiken, valdes 1876 till senator och utnämndes 1876 till jordbruks- och handelsminister i kabinettet Dufaure. Som sådan väckte han samma år förslag om en världsutställning i Paris, vilket antogs av båda kamrarna. Teisserenc de Bort måste avgå 1877, men blev samma år, då Dufaure bildade ett nytt kabinett, för tredje gången minister för jordbruk och handel. Den 1 maj 1878 öppnade han världsutställningen i Paris, vars lysande framgång till betydlig del var Teisserenc de Borts verk. Efter marskalk Mac Mahons avgång från presidentskapet 1879 avgick även Teisserenc de Bort och var 1879–1880 ambassadör i Wien. Han blev 1882 ånyo senator och bekämpade som sådan boulangismen. Teisserenc de Bort utgav bland annat: De la politique des chemins de fer (1842), Études sur les voies de communication perfectionnées (1847) och De la perception des tarifs sur les chemins de fer (1856).